# Козма Гюлов
Козма Гюлов, светско име Йосиф Гюлов, е католически духовник, капуцин, председател на Обществен комитет за построяване на болница в село Калъчлии. Основаването на организираното здравеопазване в днешния град Раковски е негово дело с даренията на селската калугерка Филомена Шопова.

## Биография
Йосиф Гюлов е роден през 1884 г. в село Балтаджии (днес кв. Секирово на град Раковски). Баща му е първият кмет на селото след Освобождението. Заедно с брат си – Дамян Гюлов – учи в капуцинската семинария в Сан Стефано, Цариград. Там приема монашеско име Козма. След това следва филология и богословие в Института на капуцините в Буджа, до Смирна (днес в пределите на град Измир в Турция) и завършва учението си във Венеция. На 31 януари 1910 година е ръкоположен за свещеник в град Падуа. През 1910 година се завръща в Сан Стефано и е назначен за подпрефект (заместник-ректор) на капуцинската семинария.
През 1912 г., завръщайки се в България, е изпратен за помощник – енорист първоначално в с. Калъчлии, а след това през 1916 в Даваджово. На 5 март 1918 г. е командирован в село Брегаре. След 8 месеца е назначен за енорист в с. Миромир.
От 20 ноември 1919 г. до 4 октомври 1927 г. е енорист в енорията „Пресвето сърце Исусово“ в село Калъчлии. По време на управлението на енорията развива активна дейност. Първата му голяма заслуга е доставката на часовник, който се намира на лицевата част на храма. През 1922 г. – 1923 г. с помощта на кмета Петър Власов построява мост („Патазов мост“) на шосето Брезово-Пловдив над река Сребра. Инициатор е и за построяването на моста до площада. 
През 1924 г. по инициатива на отец Козма Гюлов започва строежът на болницата в село Калъчлии (гр. Раковски) – първата болница в католическо село. Филомена (Мена) Шопова – калугерка в селото – дарява имението си на църквата, а тя отива в манастир да си доживее старините. Желанието ѝ е, имотът да бъде продаден и с парите да се построи болница в селото. Енорийският свещеник поема голямата и трудна задача. Продава имота, обаче парите не достигат и той тръгва да търси помощи околните селища. Отива в село Балтаджии – родното си село, но общинската управа заявява, че ще помогне, ако болницата бъде изградена между двете села в местността „Романски кладенец“. На другия ден, отец Козма отива в с. Брезово. И там общинската управа обещава помощ, но ако болницата бъде изградена между двете селища в местността „Карадере“. Тогава отецът решава, че тя ще се построи в местността „Броклийка“ до шосето за Пловдив, за да може при нужда болните да се транспортират по-бързо до града. На 24 август 1924 г. се полага първия камък на болницата. Строителният техник – италианецът Марио Тоскани е технически ръководител на строежа. Населението участва със средства от продеден тютюн или с доброволен труд. На болницата е дадено името „Петър Парчевич“.
След това е бил енорист в енорията „Свети Франциск от Асизи“ в село Белозем, а от 1935 г. в енорията „Успение Богородично“ в село Житница. Написва история на село Житница и свло Белозем като последната е публикувана във вестник „Истина“ през 1928 г.
С мисъл за бъдещето, отец Козма Гюлов направил постъпки в началото на 40-те години с присъединяването на Южна Добруджа към България, предлага правителството да уреди землища за заселване на нови католически села там, поради прекомерното разрастване на католическите села около град Пловдив.
През 1943 г. е публикувана негова монография. От 1945 г. до 1948 г. е свещеник в Миромир. След това за кратко е директор на католическата колния във Владая. От 4 октомври 1949 г. до 4 октомври 1952 г. е енорист в село Трънчовица. От 16 януари 1953 до есента на 1953 г. е отново енорист в село Белозем. След това е помощник енорист в Секирово и Генерал Николаево.
Отец Козма умира на 21 юни 1973 г. Погребан е в гробищата на кв. Секирово в град Раковски.
- Отец Гюлов в село Калъчлии
- Отец Гюлов в двора на църква „Пресвето сърце Исусово“ между 1922 и 1924 г.
- Mолебен на открито, обслужен от Отец Гюлов в развалините на храма в село Белозем след заметресението през 1928 г.
- Отец Гюлов на строежа на новата църква през 1929 г.